# Buddy cop (género)

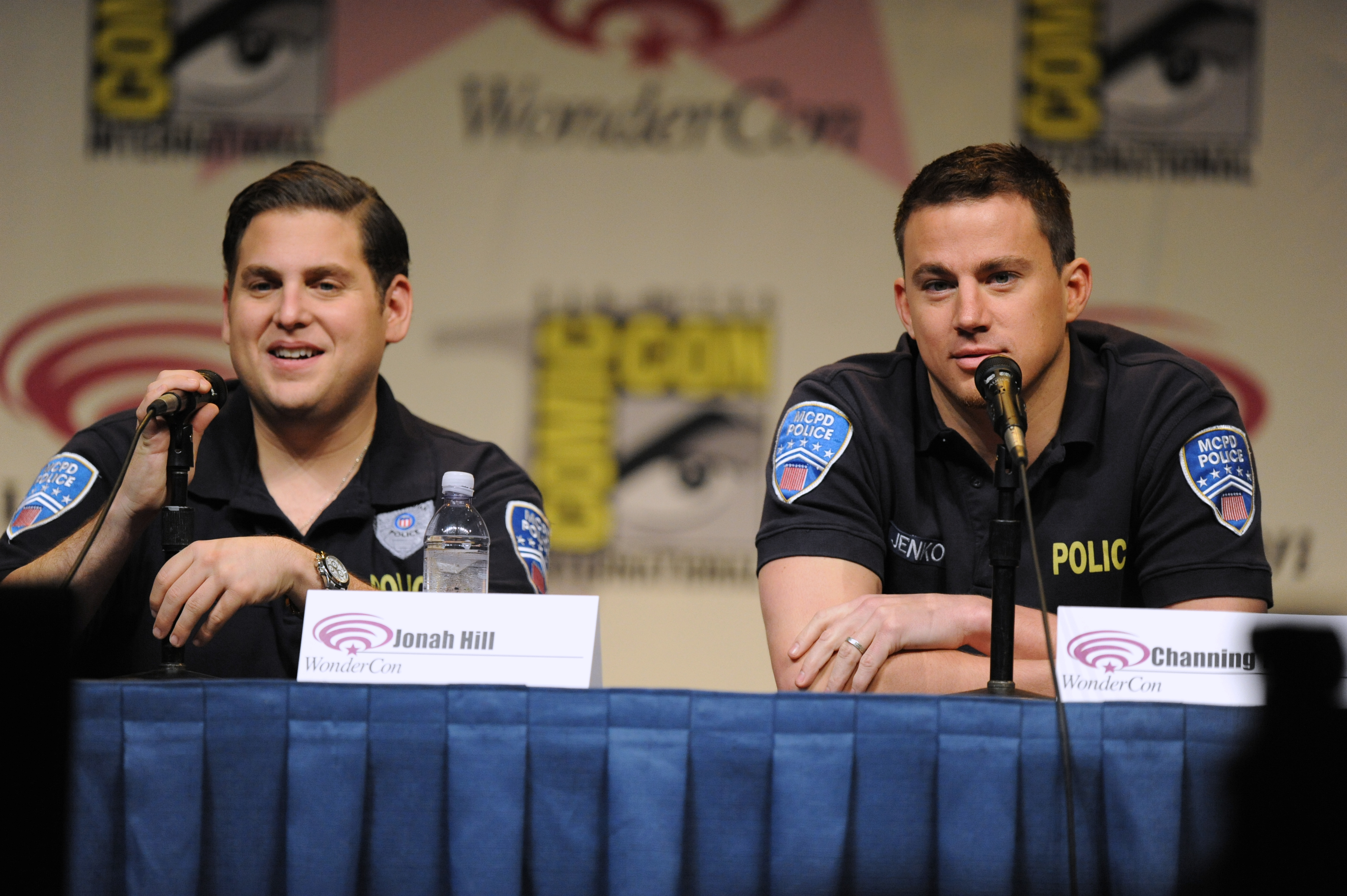
Jonah Hill y Channing Tatum promocionando el film 21 Jump Street.

Una película buddy cop (del inglés buddy cop film) es aquella en la que sus dos protagonistas deben trabajar juntos para resolver un crimen o vencer a un criminal, al tiempo que van entablando una amistad o bien refuerzan una relación existente. Es un subgénero dentro del buddy film. 
Los protagonistas suelen ser dos hombres policías (de allí el nombre cops), detectives o bien tener como objetivo común combatir el crimen y generalmente con personalidades marcadamente opuestas.  En algunos casos además ambos son de diferentes etnias o culturas.

## Historia
La película japonesa El perro rabioso (1949), del género film noir y del subgénero policía procesal, dirigida por Akira Kurosawa, es considerada también un precursor al género de películas "buddy cop". Este se populariza a partir de la década de 1980, principalmente luego de 48 Hrs. (1982) y Lethal Weapon (Arma mortal) (1989), dos referentes del género. una famosa trilogía buddy cop es, Rush hour o conocido en Latinoamérica como Una Pareja Explosiva protagonizada por Chris Tucker y Jackie Chan

## Ejemplos de películas del género
| Año  | Título original      | Título en España / Latinoamérica            | Protagonistas | País                      |
| ---- | -------------------- | ------------------------------------------- | --- | ------------------------- |
| 1974 | Freebie and the Bean | Una extraña pareja de polis                 | Paul Newman y Robert Redford interpretan a los líderes de un grupo de pistoleros y asaltantes en Wyoming.                                                               | Bandera de Estados Unidos |
| 1987 | Lethal Weapon        | Arma letal / Arma mortal                    | Mel Gibson y Danny Glover interpretan a dos detectives del Departamento de Policía de Los Ángeles.                                                                      | Bandera de Estados Unidos |
| 1995 | Bad Boys             | Dos policías rebeldes                       | Martin Lawrence y Will Smith son amigos y los detectives de la División de Narcóticos del Departamento de Policía de Miami-Dade.                                        | Bandera de Estados Unidos |
| 1997 | Men in Black         | Hombres de negro                            | Tommy Lee Jones interpreta a un agente de una agencia privada secreta de Estados Unidos y Will Smith a un oficial de policía del Departamento de Policía de Nueva York. | Bandera de Estados Unidos |
| 2005 | Tiempo de valientes  | Tiempo de valientes                         | Luis Luque encarna a un detective deprimido y Diego Peretti un psicólogo que debe acompañarlo para cumplir una sentencia como "probation".                              | Bandera de Argentina      |
| 2007 | Hot Fuzz             | Hot Fuzz: Super policías / Arma fatal       | Simon Pegg encarna a un calificado y estricto agente de policía, junto a Nick Frost en el papel de su compañero, un policía de un pequeño pueblo.                       | Bandera del Reino Unido   |
| 2013 | End of Watch         | En la mira / Sin tregua                     | Jake Gyllenhaal y Michael Peña interpretan dos compañeros, agentes del Departamento de Policía de Los Ángeles.                                                          | Bandera de Estados Unidos |
| 2014 | Let's Be Cops        | Seamos policías / Agentes del desorden      | Jake Johnson y Damon Wayans, Jr. encarnan a dos amigos que fingen ser policías.                                                                                         | Bandera de Estados Unidos |
| 2016 | The Nice Guys        | Dos buenos tipos / Dos tipos peligrosos     | Ryan Gosling y Russell Crowe son dos detectives. | Bandera de Estados Unidos |
| 2017 | CHiPs                | CHiPs / CHiPs Patrulla Motorizada Recargada | Michael Peña y Dax Shepard son dos policías de la Patrulla de Caminos de California.                                                                                    | Bandera de Estados Unidos |
| 2017 | Midnight Runners     | S/D                                         | Park Seo joon y Kang Ha neul son dos estudiantes de la Universidad Nacional de Policías de Corea.                                                                       | Bandera de Corea del Sur  |